# Sciades variabilis
Sciades variabilis là một loài bọ cánh cứng trong họ Cerambycidae.